# Gunnar Setterwall
Carl Gunnar Emanuel Setterwall, né le 18 août 1881 à Stockholm et mort dans la même ville le 26 février 1928, est un joueur suédois de tennis.

## Biographie
Pionnier du tennis suédois, Gunnar Setterwall a détenu entre 1900 et 1912 dix titres de champion de Suède sur courts couverts. Il compte également deux titres nationaux en extérieur acquis en 1904 et 1908. Lors des Internationaux de Suède, il est finaliste contre John Flavelle en 1900 et face au Major Ritchie en 1902 et 1904. Il remporte par la suite ce tournoi en 1906 et 1907.
En 1908, il participe aux épreuves de tennis des Jeux olympiques de Londres avec Wollmar Boström. Battu en quart de finale en simple par George Caridia, ils décrochent le bronze en double. Il se distingue quatre ans plus tard à l'occasion des Jeux de Stockholm où il remporte dans le tournoi en salle une médaille d'argent en double messieurs avec Carl Kempe après une victoire surprenante sur la paire Gore-Roper-Barrett. Il est aussi médaillé de bronze en double mixte avec Sigrid Fick. Avec cette dernière, il est finaliste en double mixte du tournoi sur terre battue. En individuel, il est éliminé en quart en intérieur par Gordon Lowe et au 3e tour en extérieur par Mikhail Sumarokov-Elston. Sa dernière apparition dans un tournoi international a lieu à Stockholm aux Championnats du monde sur courts couverts 1913 où il s'incline en demi-finale contre Tony Wilding après avoir battu Max Decugis.
Son père Carl est devenu multimillionnaire en travaillant pour une usine sidérurgique à l'époque de l'apogée du chemin de fer en Scandinavie. Gunnar a repris l'entreprise familiale à sa mort.

## Palmarès (partiel)

### Finale en double messieurs
| No | Date       | Nom et lieu du tournoi          | Catégorie     | Surface        | Vainqueurs                    | Partenaire | Score                |          |
| -- | ---------- | ------------------------------- | ------------- | -------------- | ----------------------------- | ---------- | -------------------- | -------- |
| 1  | 05-05-1912 | Jeux olympiques d'été Stockholm | J. olympiques | Parquet (int.) | Maurice Germot · André Gobert | Carl Kempe | 6-4, 12-14, 6-2, 6-4 | Parcours |

### Finale en double mixte
| No | Date       | Nom et lieu du tournoi          | Catégorie     | Surface      | Vainqueurs                            | Partenaire  | Score    |          |
| -- | ---------- | ------------------------------- | ------------- | ------------ | ------------------------------------- | ----------- | -------- | -------- |
| 1  | 28-06-1912 | Jeux olympiques d'été Stockholm | J. olympiques | Terre (ext.) | Dorothea Köring · Heinrich Schomburgk | Sigrid Fick | 6-4, 6-0 | Parcours |